# Ada Colau i Ballano
Ada Colau i Ballano   (Barcelona, 3 de març de 1974) és una activista i política catalana, batllessa de Barcelona entre juny de 2015 i juny de 2023. Ha estat presidenta de Barcelona en Comú i coordinadora Catalunya en Comú, i va ser la cofundadora i portaveu de la Plataforma d'Afectats per la Hipoteca (PAH) entre 2008 i 2013.
Durant els vuits anys que Colau va dirigir Barcelona, la seva iniciativa per fer front a la crisi de l'habitatge a Catalunya de reservar el 30% dels nous habitatges per a usos socials va paralitzar la construcció d'habitatge a la ciutat, i seu el preu mitjà va augmentar el 50%. Nombroses iniciatives del seu govern municipal han estat posteriorment anul·lades per la justícia, com els seus errors en intentar de controlar el lloguer turístic, que van obligar a atorgar 900 llicències turístiques més, l'eix verd del carrer Consell de Cent, o el rebuig a la construcció d'una seu del museu Hermitage.

## Biografia

### Primers anys
Nascuda a Barcelona el 1974, Ada Colau és la gran de quatre germanes. Cresqué al barri barceloní d'El Guinardó i estudià a l'escola Àngels Garriga i l'Acadèmia Febrer, i posteriorment va accedir a estudis superiors a la Facultat de Filosofia de la Universitat de Barcelona, tot i que li manquen dues assignatures per aconseguir la llicenciatura. Durant el seu període universitari, va estudiar un curs a Milà amb una beca Erasmus. Paral·lelament als estudis, el 1998 va treballar en la producció del programa sobre anuncis SpotTV (Canal 33) i a començaments de la dècada de 2000, va ser guionista i actriu de la sèrie juvenil Dos + una, que va emetre Antena 3.
Segons el seu testimoni, va començar la seva trajectòria com a activista a començaments de la dècada dels 1990, durant les protestes contra la Guerra del Golf. Paral·lelament va estar vinculada al moviment okupa i va participar en diverses mobilitzacions, com la que va tenir lloc contra el G8 als consolats de França i Suïssa a Barcelona l'any 2003 per protestar per la situació de Martin Shaw, un activista que va resultar ferit durant la cimera del G-8 a Évian-les-Bains (Savoia). Colau ha manifestat que fa «vida d'activista» del 2001 ençà. Vinculada també amb el moviment antiglobalització, el 2003 va formar part del moviment «Aturem la guerra», que es va mobilitzar en contra de la guerra de l'Iraq.

### V de Vivienda

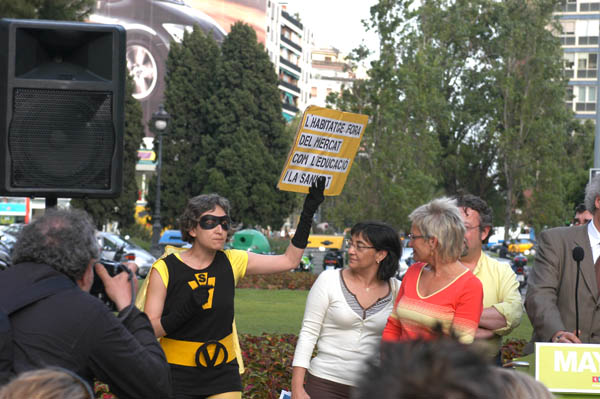
Ada Colau caracteritzada com SuperVivienda en un míting d'Imma Mayol, el 2007

El 2006 Colau va cocrear el grup conegut com a V de Vivienda, que denunciava la impossibilitat d'una bona part de la societat a accedir a un habitatge digne. Prèviament a V de Vivienda, Ada Colau va formar part de la iniciativa Miles de Viviendas, que ocupà un antic edifici de la Guàrdia Civil al barri de la Barceloneta. D'aquesta ocupació va néixer l'anomenat «Taller contra la violència immobiliària i urbanística», que Colau assegura que va servir de corpus teòric per a V de Vivienda.
Colau i el seu company –Adrià Alemany– van crear un personatge a l'estil d'un superheroi que apareixia en mítings i altres actes públics per denunciar els problemes amb l'habitatge. El personatge es feia dir Supervivienda. V de Vivienda va organitzar dues manifestacions, el març i l'octubre de 2007, a les principals capitals espanyoles, que es van convertir en una de les primeres reaccions ciutadanes públiques al problema de l'habitatge.
En 2007 va començar a treballar com a tècnica de cooperació, responsable de l'Àrea de Dret a l'Habitatge i la Ciutat, i organitzadora de seminaris i jornades internacionals l'Observatori DESC (Drets Econòmics, Socials i Culturals) de Barcelona.

### Creació de la PAH

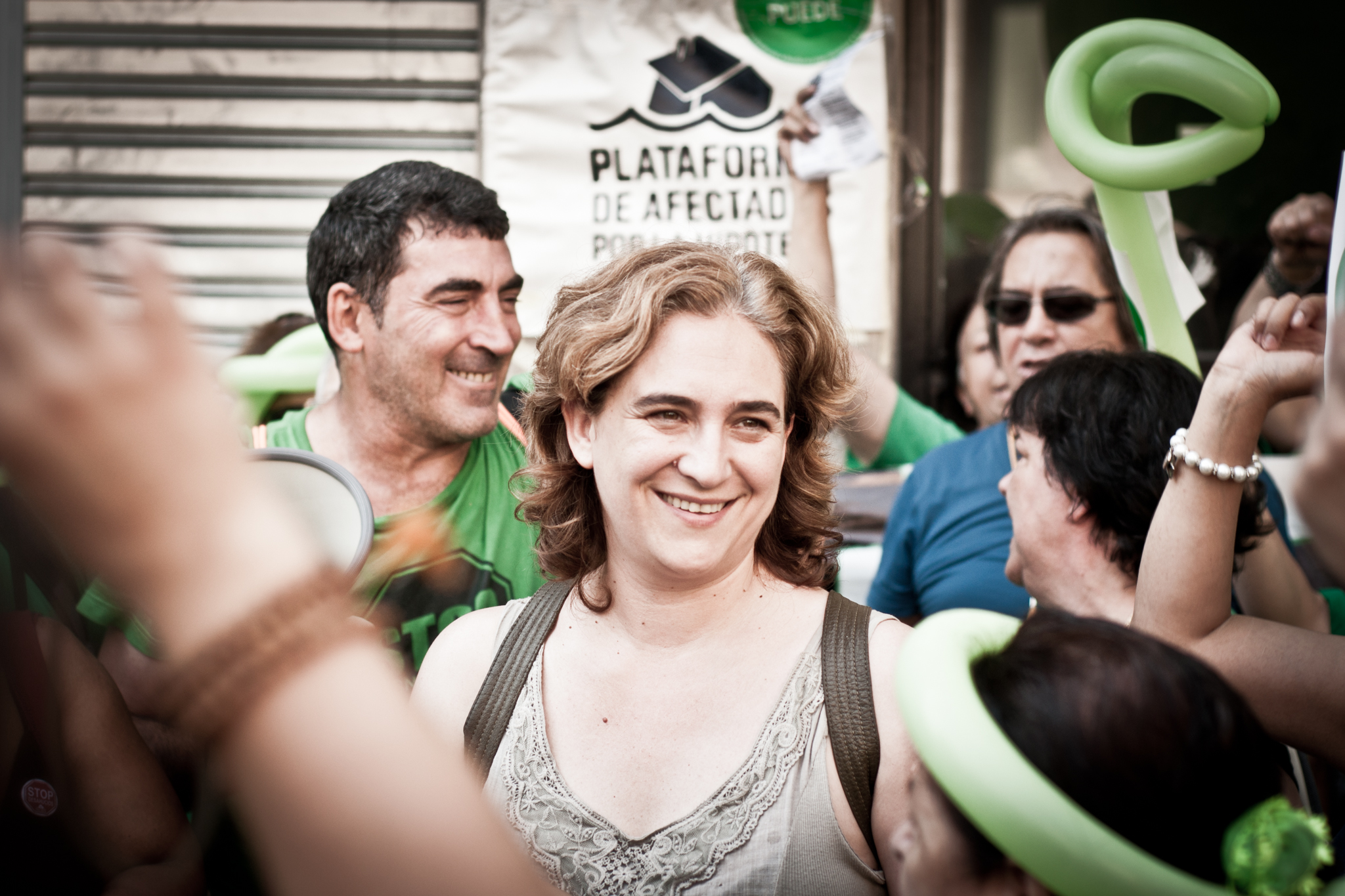
Colau, en una actuació de la PAH

Després d'una dècada mobilitzant-se pel dret a l'habitatge i amb el moviment antiglobalització, compaginant-ho amb la seva feina a l'Observatori DESC, l'any 2009 va figurar entre els organitzadors de la Plataforma d'Afectats per la Hipoteca (PAH) de Barcelona, que aglutinà diversos moviments relacionats amb aquesta problemàtica social, se centrà en el deute hipotecari i els desnonaments, i reivindicà la dació en pagament. La creació, de manera assembleària, de diverses plataformes d'afectats per les execucions hipotecàries enfront de l'impagament dels deutes contrets pels bancs es va estendre a tot l'Estat espanyol. Quan, posteriorment, els desallotjaments van començar a multiplicar-se, el novembre de 2010 la PAH va iniciar la campanya STOP Desnonaments. L'any 2011 el Moviment del 15-M va col·laborar activament a difondre i divulgar les seves reivindicacions arreu del territori espanyol. Des del 2012, Ada Colau va anar adquirint notorietat mediàtica com a principal representant i portaveu de la PAH.

### ILP per l'Habitatge Digne
El 5 de febrer de 2013 va ser l'encarregada de presentar, en nom de la PAH, l'Observatori de Drets Econòmics, Socials i Culturals i d'altres moviments socials que l'havien promogut, una iniciativa legislativa popular per l'habitatge digne al Congrés dels Diputats espanyol, amb la finalitat que aquest elaborés una nova legislació en matèria hipotecària. La ILP, avalada amb 1.402.845 signatures de ciutadans, contenia una proposició de llei per a la regulació de tres aspectes fonamentals: la dació en pagament com a fórmula preferent per a l'extinció del deute contret amb el banc per habitatge habitual, la moratòria de tots els desnonaments per execució hipotecària d'habitatges habituals i l'ampliació del lloguer social dels habitatges en mans dels bancs. El 12 de febrer del mateix any van rebre la confirmació que la ILP, en virtut del vot unànime dels grups parlamentaris, era presa en consideració perquè els diputats l'estudiessin i, eventualment, la debatessin. Després de conèixer la decisió del ple de la cambra, va declarar que l'aprovació a tràmit de la ILP sobre la dació en pagament era «una victòria ciutadana i no de cap partit» i que aquesta no havia de servir «electoralment». Alhora, ha recordat que aquestes peticions de la PAH eren «de mínims» i va reclamar que el contingut de la ILP no es veiés «pervertit ni descafeinat» durant la seva tramitació parlamentària.

### Alcaldessa de Barcelona

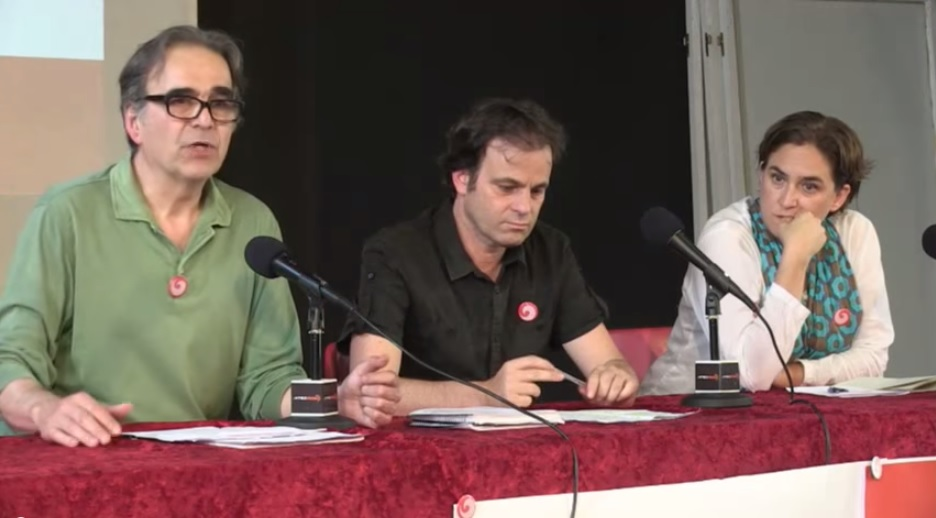
Presentació de Guanyem Barcelona, embrió de Barcelona en Comú

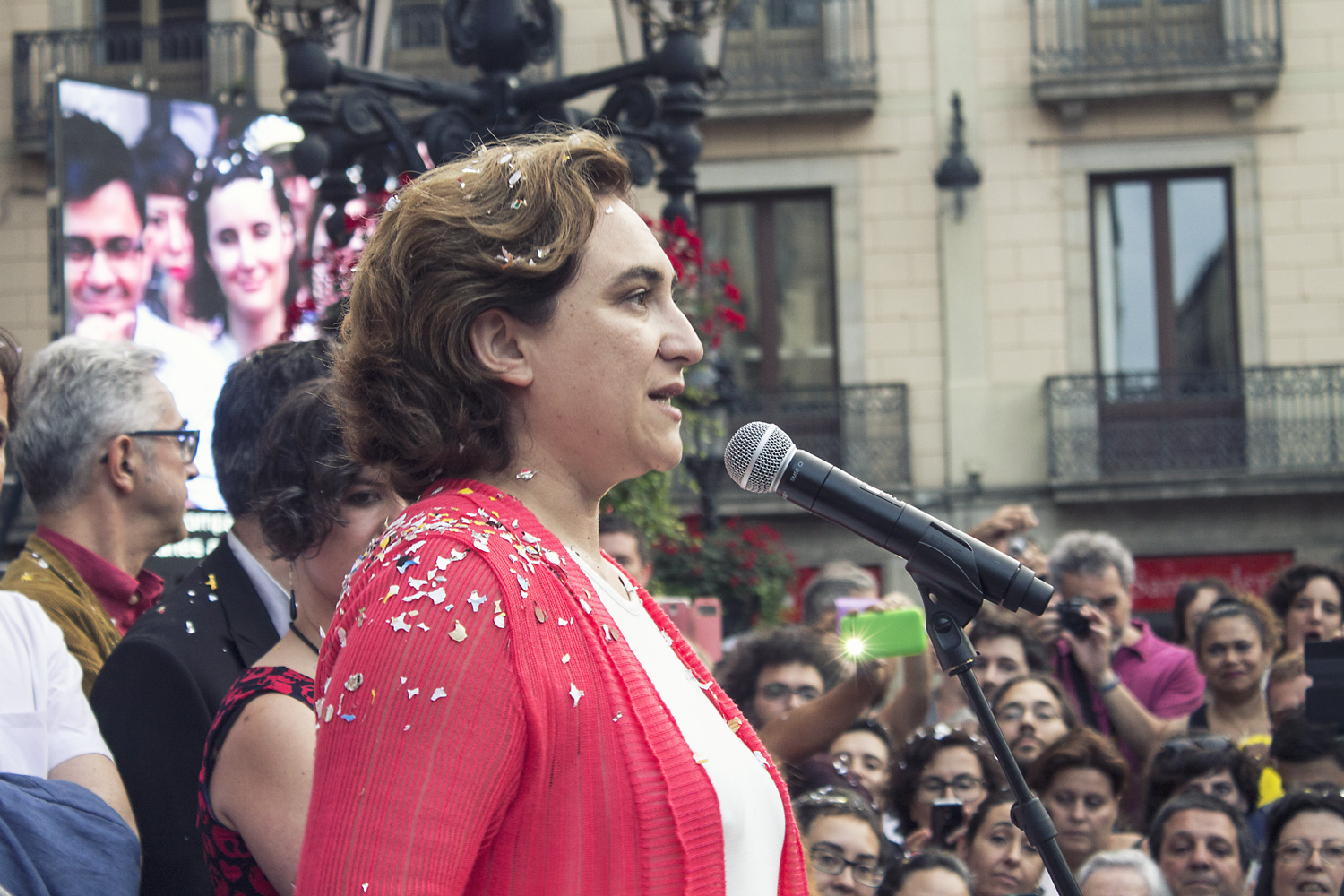
Discurs d'Ada Colau després de ser investida alcaldessa de Barcelona

El maig de 2014 Colau anunciar a través d'una carta que es retirava de la primera línia de la Plataforma d'Afectats per la Hipoteca (PAH). Un mes després, el juny de 2014, va proposar una alternativa d'esquerres per governar l'Ajuntament de Barcelona, inicialment anomenada Guanyem Barcelona, de la qual és una de les cares visibles. Arran presentar-se amb aquesta candidatura, va deixar de ser portaveu de la junta de la Federació d'Associacions de Veïns de Barcelona.
Colau es va beneficiar de les calúmnies de les clavegueres de l'Estat i l'Operació Catalunya en la primera campanya electoral que la va enfrontar a Xavier Trias i el 24 de maig de 2015, Barcelona en Comú va guanyar les eleccions municipals del maig de 2015 a l'Ajuntament de Barcelona amb 176.612 vots (25,11%) i 11 regidors, encapçalant una llista conformada per Guanyem, ICV-EUiA, Equo, Procés Constituent i Podem. Xavier Trias, que havia quedat amb deu regidors, va declarar que acceptaria la llista més votada i que no intentaria pactar per aconseguir l'alcaldia, fet que convertiria Colau en la primera alcaldessa de la ciutat de Barcelona, amb els vots d'ERC, PSC i CUP.
En la campanya electoral de les eleccions municipals de 2015 Ada Colau, que es convertiria en alcaldessa, va prometre destinar 8.000 nous habitatge social (4.000 habitatges nous i 4.000 pisos buits recuperats), en canvi durant el seu mandat a la ciutat únicament es van construir 1.442 habitatges de protecció social.
Entre les seves primeres mesures com a alcaldessa, destaquen el no a la Candidatura Barcelona Pirineus 2026, la dificultat per abaixar el sou als equips de govern i la convocatòria de la taula de desnonaments. Els primeres mesos de gestió d'Ada Colau van ser criticats per l'oposició, comentant l'accent en la política de gestos, amb relació a petites accions dutes a terme per marcar perfil (ús del transport públic, rebaixa del sou, retirar bust del rei, entre d'altres) més que en la de fets consumats o en la instauració de polítiques determinades.

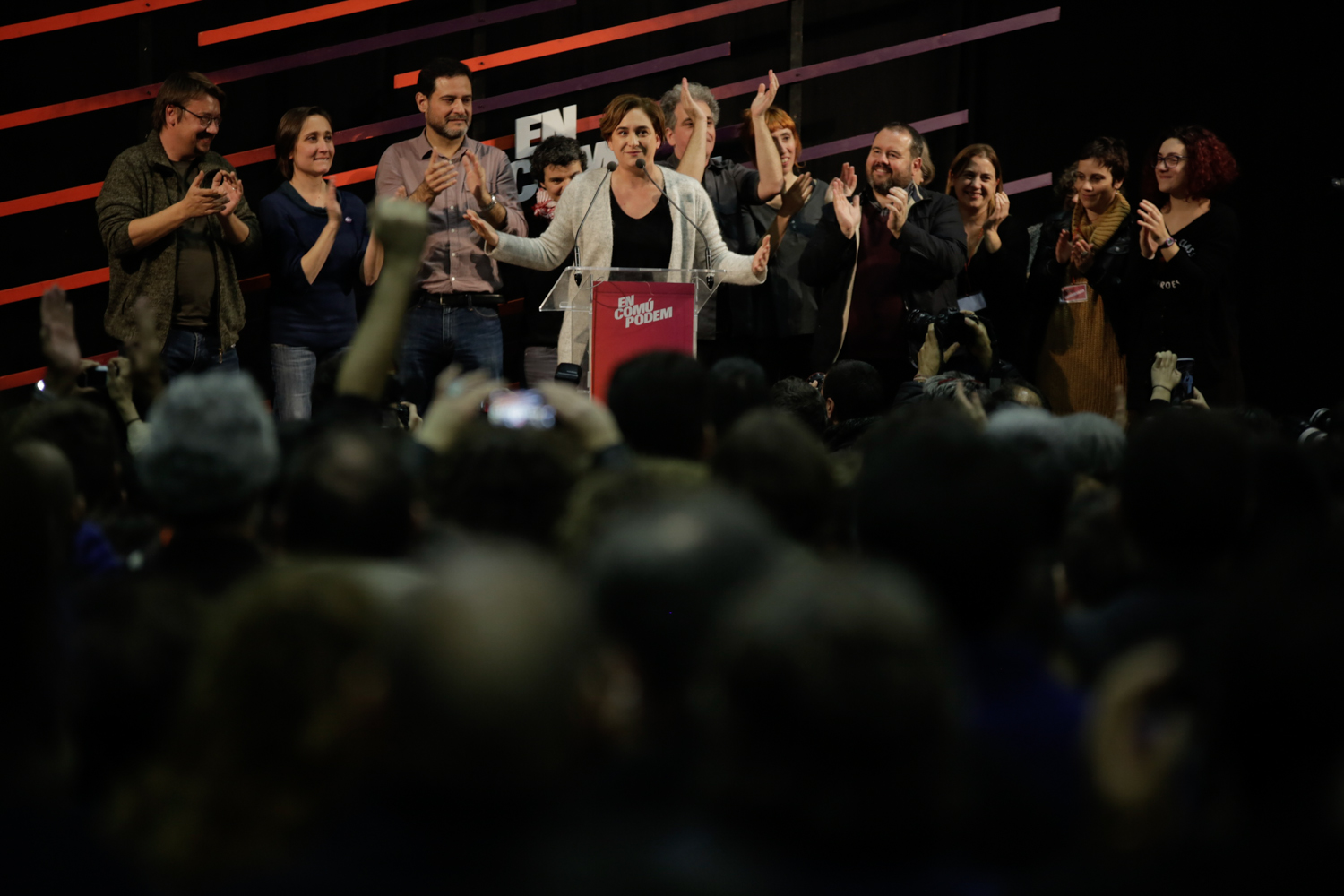
Nit electoral del 20 de desembre de 2015

Colau, que no va participar en la campanya de Catalunya Sí que es Pot a les eleccions al Parlament de Catalunya de 2015, sí que ho va fer activament en la campanya d'En Comú Podem a les eleccions generals espanyoles de 2015, on el partit va aconseguir ser la força més votada a Catalunya, amb 924.847 vots, aconseguint 12 escons al Congrés dels diputats.
El setembre del 2016 va començar a experimentar amb les superilles al barri del Poblenou. Setmanes després de la posada en marxa alguns grups de veïns han mostrat llur desacord pel projecte en si o com s'ha executat, que troba resistència en els antics caps de urbanisme de la ciutat. La política de pacificació de carrers basada en superilles i eixos verds va causar més dificultats per a cotxes i motos, l’augment del trànsit als carrers adjacents, la pujada de preus de l'habitatge i la gentrificació als carrers afectats, on a més, van sorgir problemes d’incivisme.
El 2017 va ser elegida presidenta de la coordinadora general de Catalunya en Comú. El novembre de 2017 va trencar el pacte de govern amb el PSC en novembre de 2017 donat el suport dels socialistes a l'aplicació de l'Article 155 de la Constitució espanyola de 1978 i la destitució del President de la Generalitat i el seu govern, i va seguir governant en solitari a Barcelona fins a les eleccions municipals de 2019, havent de repetir una moció de confiança en 2018.
Després de quatre anys a l'Ajuntament de Barcelona, va repetir com a candidata a les eleccions municipals de 2019, i baixant fins als 156.157 vots (20,71%) i 10 regidors va quedar com a segona força darrera Esquerra Republicana de Catalunya, però va revalidar l'alcaldia amb un pacte de govern amb el PSC i el suport extern de tres regidors de Barcelona pel canvi, entre ells Manuel Valls.
En 2020 va rebutjar la construcció d'una seu del museu Hermitage a Barcelona, que en 2025 fou anul·lada pel Tribunal Superior de Justicia de Catalunya (TSJC) en febrer de 2025.
En 2021, per fer front a la crisi de l'habitatge a Catalunya i després del fracàs de la norma aprovada en 27 de setembre de 2018 que establia la reserva obligatòria del 30% per a pisos socials a Barcelona i només va aconseguir 52 habitatges en 4 anys, Colau va anunciar la construcció de 4.500 habitatges de lloguer social a la ciutat, que mai es van materialitzar.
El 19 de gener de 2022 va ser citada a declarar el 4 de març, davant del Jutjat d'instrucció número 21 de Barcelona, pels presumptes delictes de prevaricació, frau en la contractació, malversació, tràfic d'influències i negociacions prohibides amb personal funcionari públic. La instrucció es va obrir després que el magistrat de l'esmentat jutjat acceptés a tràmit una querella presentada, el desembre de 2021 per l'Associació per la Transparència i la Qualitat Democràtica (ATQD). Segons l'entitat denunciant, l'alcaldessa va actuar de forma il·legal en la concessió arbitrària de subvencions i convenis a entitats afines al seu partit. Colau va mostrar «perplexitat» després d'assabentar-se de la investigació a través dels mitjans de comunicació i va recordar que la fiscalia ja va arxivar una causa idèntica. També va apuntar que de l'associació denunciant «l'única activitat que li coneixem és que ja es va querellar contra el reglament de participació ciutadana» amb l'objectiu d'aturar la municipalització de l'aigua tant a Barcelona com a Valladolid. Segons el codi ètic de Barcelona en Comú, Colau hauria de renunciar o ser cessada en el càrrec com a conseqüència de la imputació de fets delictius; no obstant, es va negar a abandonar el càrrec.
Després que València renunciés a ser-ne la seu, l'abril de 2022 va anunciar que Barcelona seria la seu de la Copa Amèrica de 2024.

### A l'oposició
El codi ètic de Barcelona en Comú preveu que els càrrecs només poden durar dos mandats, tanmateix Colau va optar a un tercer mandat, i les Eleccions municipals de 2023 a Barcelona va seguir baixant en recolzament popular quedar tercera amb 131.594 vots (19,77%) i 9 regidors, perdent tota opció a mantenir l'alcaldia, i la seva formació i el Partit Popular van votar a favor de Jaume Collboni i Cuadrado perquè no governés Xavier Trias, cadascun per motius diferents.
La justícia va ordenar a l'Ajuntament de Barcelona desfer un tram de l'eix verd de Consell de Cent i revertir-lo al seu estat anterior al tram entre els carrers de Casanova i del Bruc, i a desfer també la plaça de l'encreuament entre Consell de Cent i Enric Granados.
A l'octubre de 2024 tota l'oposició va rebutjar les ordenances fiscals, el Pla d'Actuació Municipal (PAM) i els pressupostos de l'Ajuntament governat per Collboni, i Ada Colau va aprovar els comptes municipals mitjançant una qüestió de confiança. El desembre de 2016 la revista Politico la va definir com la cinquena persona més influent d'Europa. El 25 d'octubre de 2024 va renunciar a l'acta de regidora a l'ajuntament de Barcelona i va deixar la política activa, deixant la coordinació de Catalunya en Comú en l'Assemblea Nacional del 16 i 17 de novembre de 2024, passant a presidir la fundació Sentit Crític del partit, rellevant Joan Subirats, que passa a ser-ne el president d'honor.

## Vida personal
A V de vivienda va conèixer al llicenciat en Economia Adrià Alemany, que es va convertir en la seva parella, i tenen dos fills, Luca, nascut en 2011 i Gael, nascut en 2017.
A més de català i castellà, parla italià amb fluïdesa.

## Publicacions
- Ciudades, una ecuación imposible amb diversos autors (Icaria, 2012)[62]
- Vides hipotecades. De la bombolla immobiliària al dret a l'habitatge,[63] amb Adrià Alemany (Angle, 2012)
- Sí que es pot!,[64] amb Adrià Alemany (Grup 62, 2013)

### Col·laboracions
- «La conquesta del dret a l'habitatge» a Perspectives (2013)[65]

## Premis i reconeixements
- 2013 - Premi Defensors de Drets socials, Ada Colau i Rafael Mayoral[66] en representació de la PAH. Atorgat pel mitjà Periodismo Humano'[67][68]
- 2013 - Premi Dones en Unió de la Unió d'Actors[69]